# Лазич, Григорий
Григо́рий Ла́зич (серб. Григорије Лазић, 7 декабря 1796 — 17 декабря 1842) — сербский писатель и переводчик.
Профессор гимназии в Карловце. Родился в крестьянской семье. Учился в начальных школах Черевичей и Сремских Карловцев. Немецкий язык изучал в городе Футог (предместье Нового Сада). Затем окончил гимназию (1809—1815) и семинарию „Свети Арсеније Сремац“ в Сремских Карловцах. Затем изучал философию  в Эгере, пользуясь финансовой помощью семьи Рогулич из Ирига.
Переводил на сербский язык Цицерона; составил «Речник србско-немачко-латинский» (Белград, 1859) и «Проста наравна историа» (Буда, 1836). Впервые разработал сербскую ботаническую терминологию. Как ботаник-систематизатор был избран членом Королевского ботанического общества в Регенсбурге.
Написал первый учебник физики на сербском языке — «Кратко руководство к физики» (1822).